# Mohamed Samandi
Mohamed Samandi (ur. 13 sierpnia 1986 w Tunisie) – tunezyjski szermierz specjalizujący się we florecie. Dwukrotny olimpijczyk (Londyn, Tokio).
W ramach letnich igrzysk olimpijskich w Londynie wystąpił w indywidualnej rywalizacji florecistów. W 1/64 finału pokonał reprezentanta Wielkiej Brytanii Husayna Rosowsky'ego wynikiem 15:8, natomiast w 1/32 finału Tunezyjczyka pokonał wynikiem reprezentant Włoch Andrea Cassarà (Samandi przegrał pojedynek rezultatem 7:15). W pojedynkę startował też na igrzyskach olimpijskich w Tokio, w 1/64 finału miał wolny los, w 1/32 finału zaś przegrał wynikiem 4:15 pojedynek z reprezentantem gospodarzy zmagań Takahiro Shikine.
Zdobył indywidualnie dziewięć medali na mistrzostwach Afryki – dwa złote (wywalczone w 2007 i 2014 roku), trzy srebrne (wywalczone w 2010, 2011 i 2017 roku) oraz cztery brązowe (wywalczone na czempionatach rozegranych w 2013, 2015, 2016, 2019 roku). W latach 2010–2019 uczestniczył w pięciu edycjach mistrzostw świata, nie zdobył medalu w żadnym ze startów.
Był uczestnikiem rozgrywanych w Rabacie igrzysk afrykańskich, gdzie zdobył brązowy medal indywidualnie oraz srebrny medal w drużynie.